# Curt Ehle
Curt Ehle (21 de outubro de 1899 - 16 de agosto de 1986) foi um oficial alemão que serviu no Deutsches Heer durante a Segunda Guerra Mundial. Foi condecorado com a Cruz de Cavaleiro da Cruz de Ferro com Folhas de Carvalho.

## Condecorações
| Nome                                                             | Data                    |
| ---------------------------------------------------------------- | ----------------------- |
| Cruz de Ferro (1914) 2ª Classe                                   |                         |
| Cruz de Ferro (1914) 1ª Classe                                   |                         |
| Cruz de Ferro (1939) 2ª Classe                                   | 7 de outubro de 1939    |
| Cruz de Ferro (1939) 1ª Classe                                   | 21 de junho de 1940     |
| Distintivo de Feridos (1939) em Preto                            |                         |
| Distintivo Panzer em Prata                                       |                         |
| Cruz de Cavaleiro da Cruz de Ferro                               | 27 de julho de 1941     |
| Cruz de Cavaleiro da Cruz de Ferro com Folhas de Carvalho nº 673 | 29 de novembro de 1944  |
| Ärmelband Afrika                                                 |                         |
| Mencionado na Wehrmachtbericht                                   | 17 de fevereiro de 1945 |